# バケットシート
バケットシートとは、「バケツ形の座席」という意味で、左右の「へり」を高め、尻や肩を深く包むことで体の固定機能を高めた形状のものを指す。座面が平面で構成されるベンチシートと対比される用語である。
自動車では乗員の操作性や安全性を向上させるため、鉄道車両や旅客機の上級クラスでは快適性とプライバシー確保のため、通勤電車のようなロングシートでは着席位置の明確化のため、と言うように、使用目的により、形状や機能が異なる。

## 自動車の運転席用

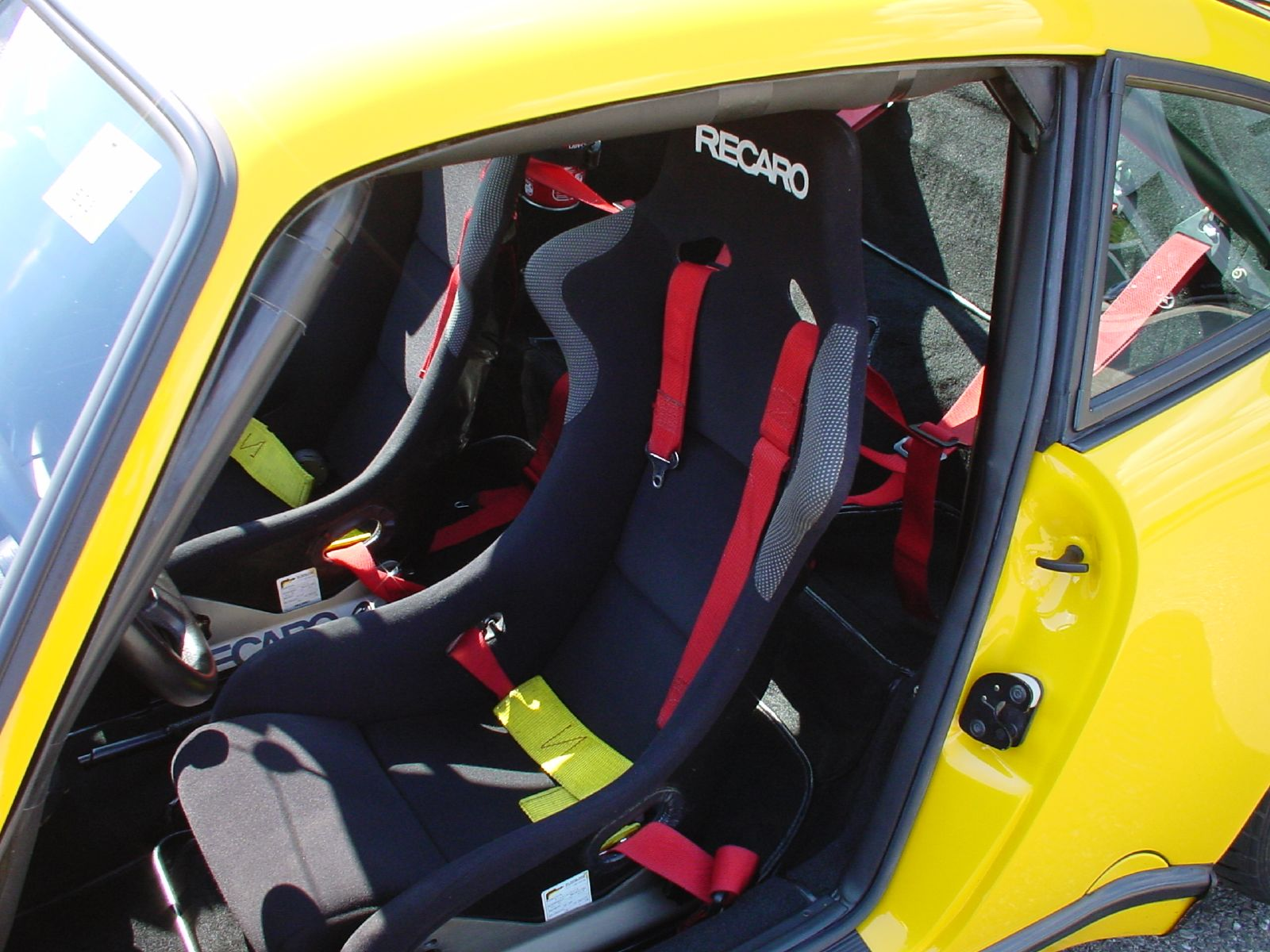
バケットシートの一例（レカロ）

運転席の腰掛としてのバケットシートの起源はF1用のレース車両に使用されたものが初めとされ、過大な横G等により運転姿勢を崩さない為に様々な試行が取り入れられる。
第二次世界大戦中ドイツ国防軍及び武装親衛隊で用いられたキューベルワーゲンに於いては、不整地を走る為に乗員を保持しつつ、戦闘の際の素早い下車展開の妨げになるシートベルトを着用せずに済む様にバケットシートが採用された。また、キューベルヴァーゲンは元々キューベルジッツヴァーゲン(Kübelsitzwagen)と呼ばれていたが、Kübelsitzと言う語は英語のbucket seatに直訳できる。
座席の拘束性は、一般にはホールド性と呼ばれ、変化しつづける横Gに対して、運転者が自分の体の位置を保持しやすいかどうかを表す。これを高める為、バケットシートは肩、脇腹、腰、腿の体側を覆うようにすることで、運転者自身が踏ん張らなくても、運転操作を行えるように設計されている。
ホールド性を高めてゆくと、座ったまま伸びをするなど、運転操作以外のあらゆる行動が制限され、乗降性も悪化するなど、乗用車としての機能性は低下してしまうため、公道用のバケットシートは、それらを如何にバランスさせるかという点でさまざまな種類のものが作られている。
また、運転姿勢の保持以外に、骨盤や背骨の角度を適正化し、神経痛を防ぐ役割や、適切なシートベルトとの組み合わせで、衝突時の安全性を確保する役割もある。
自動車メーカー純正品より強力にサポートする設計のバケットシートが市販されている。従来は閉鎖された道路で使われる競技用途であったが一般公道でも使える製品も販売されている。日本でも車検の規制緩和で、車検対応品であれば純正品以外でも車検が取れるようになった。その為、自動車愛好家が、普段使用する車に取り付けている姿も見られる。
一般車ではベンチシートより装着率が高く、ほとんどの車両で採用されている。スポーツモデルの市販車では純正装備でよりホールド性が高いバケットシートが採用されている。また、レカロ社など大きく製造業者のロゴが表示された状態で装着される場合も有る。競技用車両では高いホールド性の物に交換されていることが多い。

### 種類
バケットシートは以下の2つに分類される。
1. 背もたれが固定式の「フルバケットシート」。ホールド性が高い競技志向。通常のシートに慣れた人が初めて座るとほとんどの人が「動けない」と言う程であり、スカートを履いての乗降は推奨されない。腰骨の大きさや、尻周りの寸法如何では、全く着座できない場合もある。
構造が簡単なため、軽量に作ることができる。「フルバケ」と略される。
2. 背もたれが可動するリクライニングシートタイプの「セミバケットシート」。ホールド性はフルバケットシートより劣るが、汎用性は高く、ほとんどの場合はこの形のシートが純正装着される。社外品でもシートフレームのつくり自体は純正品と同じため、全体の重さもあまり変わらないものが多い。明示的にセミバケットシートと呼ぶ場合は社外品を示し、「セミバケ」とも略される。

社外品に交換する場合、フルバケットシートの方が運転中のホールド性は高いが、利便性等からセミバケットシートを選択する場合が多い。
特にスポーツカーで多い3ドアの車両では、後部座席の乗り降り等にも関わってくる為に、助手席側のみセミバケットシート（純正をそのまま残す、社外品）であったりもする。

### 材質と構造
バケットシートの材質は炭素繊維もしくはガラス繊維を使用したFRPが主で、特徴としては4点式、5点式の競技用シートベルトを通す穴が開いているものが多い。
構造は一体成型されたシートにスポンジやポリウレタンが接着される。
競技用車両用等には、ドライバーの身体を型取りし成型したものや重量軽減の為に一部クッション材の無いタイプも存在する。
バケットシートを含め純正装着シートは各車種専用のものが自動車メーカーによって設計され、設置されるが、アフターマーケットパーツとして供給されるシートは汎用品として設計され、車種別に設計されたシートレールという台座で車両に取り付けられる。そのためアフターマーケットパーツメーカーが供給する部品は、「カラーバリエーションを含むシートの形状＋車種別シートレール」となる。仮に車種別にすべてのバリエーションを供給するとすると、上記の式の足し算の部分が掛け算となり準備する点数が増える（仮に、１０種類のシートがあり、対応車種を３０とした場合は車種別シートレールを使った場合は10+30=40点である。しかし、使わない場合は10x30=300点となる。）。

## 障害者スキー用

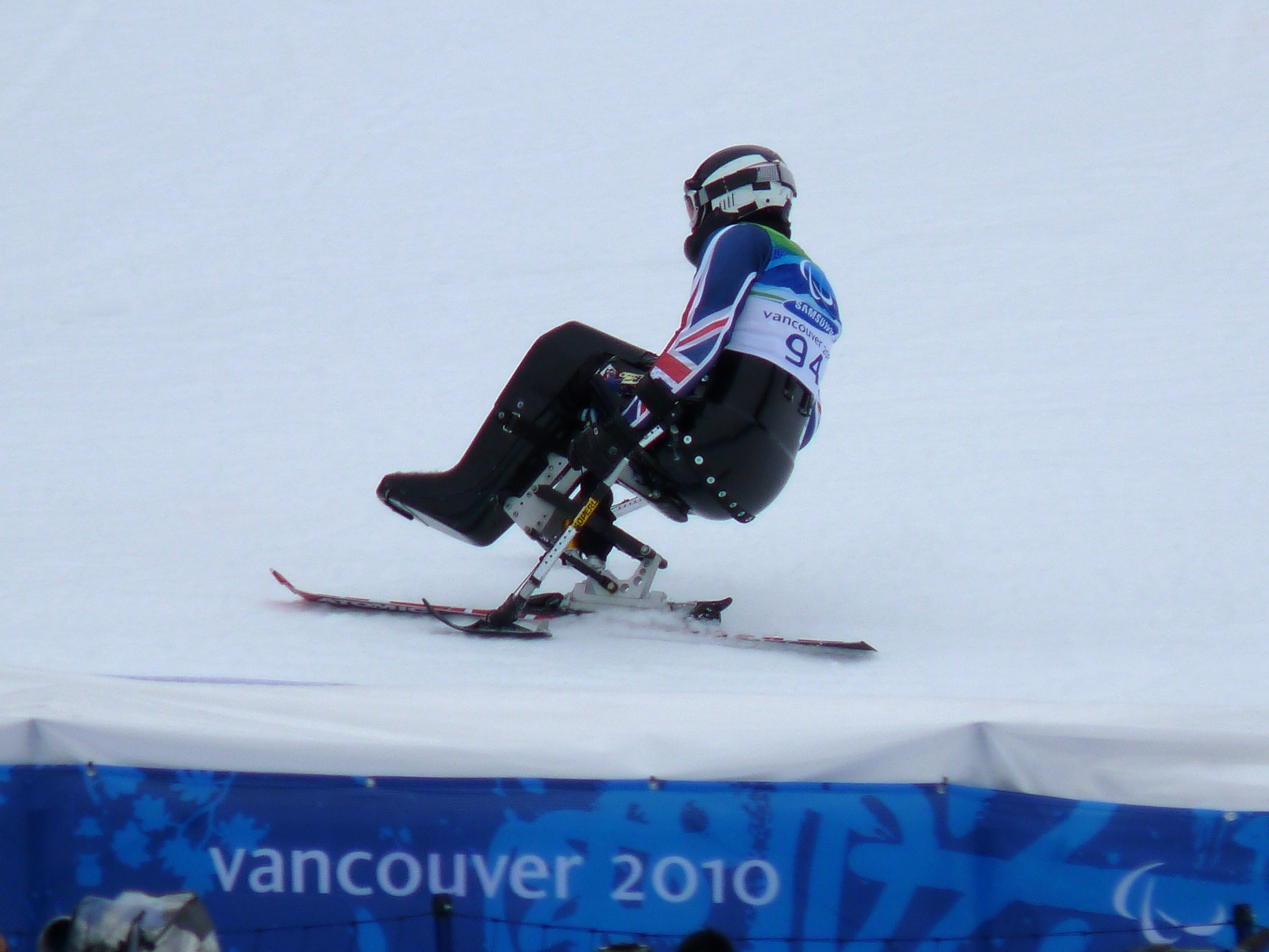
2010バンクーバーパラリンピック

脊髄損傷などの下肢障害のある人がスキーを行う場合、バケットシートで下半身を固定して滑降する。この場合、バケットシートと、ショック吸収機構、スキー板まで含めてチェアスキーと呼ぶ。スキー板１枚を使用するモノスキーにおいて、上級者では時速100kmに達する。

## 旅客用途

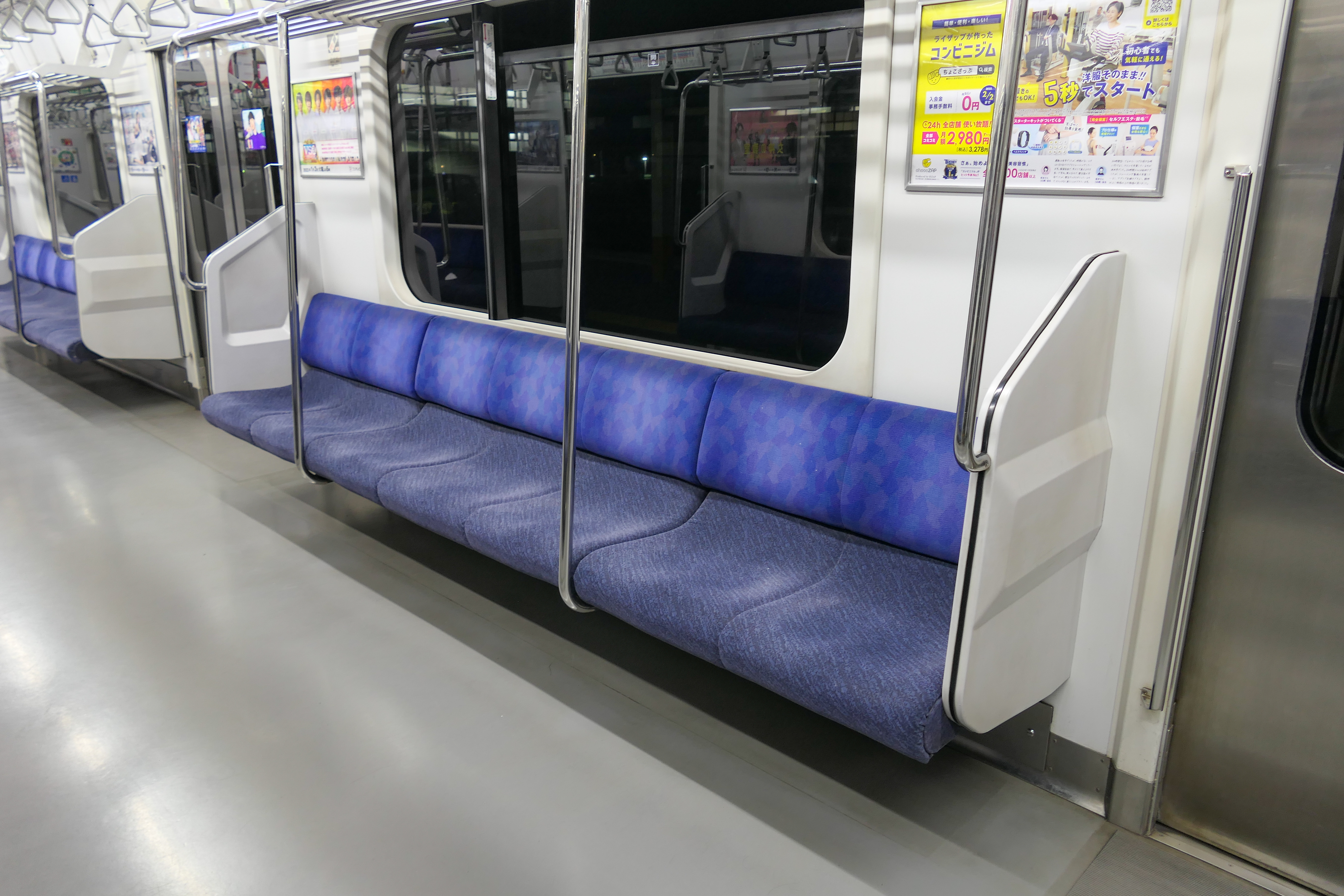
鉄道車両でのバケットシート
（JR東日本209系電車）

前述の運転席以外にも、助手席や後部座席にもバケットシートが採用されている。鉄道車両や航空機、客船の特別席（日本の旧国鉄・JRではグリーン席）に使われる1人掛けの腰掛のうち、着座部を凹状にしたものをバケットシートと呼ぶことがある。
このタイプの座席は、平板状の通常のリクライニングシートと比べて、腰のすわりが安定する、リクライニング機能で背もたれを倒したときの前方ずり落ち（この場合、前後の腰掛の間隔である「シートピッチ」が体感上狭くなる）を防止できる、衝立として機能することで隣に着席する他者との接触が避けられる、といった利点をもち、特別席としての差別化を演出するのに役立つ。
また、通勤形車両などの鉄道車両の座席配分で、車両窓側の長手方向に、複数人の着席が可能な腰掛けを設ける「ロングシート」では、座席定員の遵守を目的として、背面・座面に個々人のスペースを明示するための区切りを設ける方式を指す場合がある。これについては鉄道車両の座席を参照されたい。